# Scontro di Casale Mastroddi
Lo scontro di Casale Mastroddi è stato un fatto d'armi avvenuto l'8 dicembre 1861 nei pressi di Castelvecchio di Sante Marie, in Abruzzo, e rappresenta l'atto conclusivo della spedizione di José Borjes in Italia meridionale.

## Antefatti

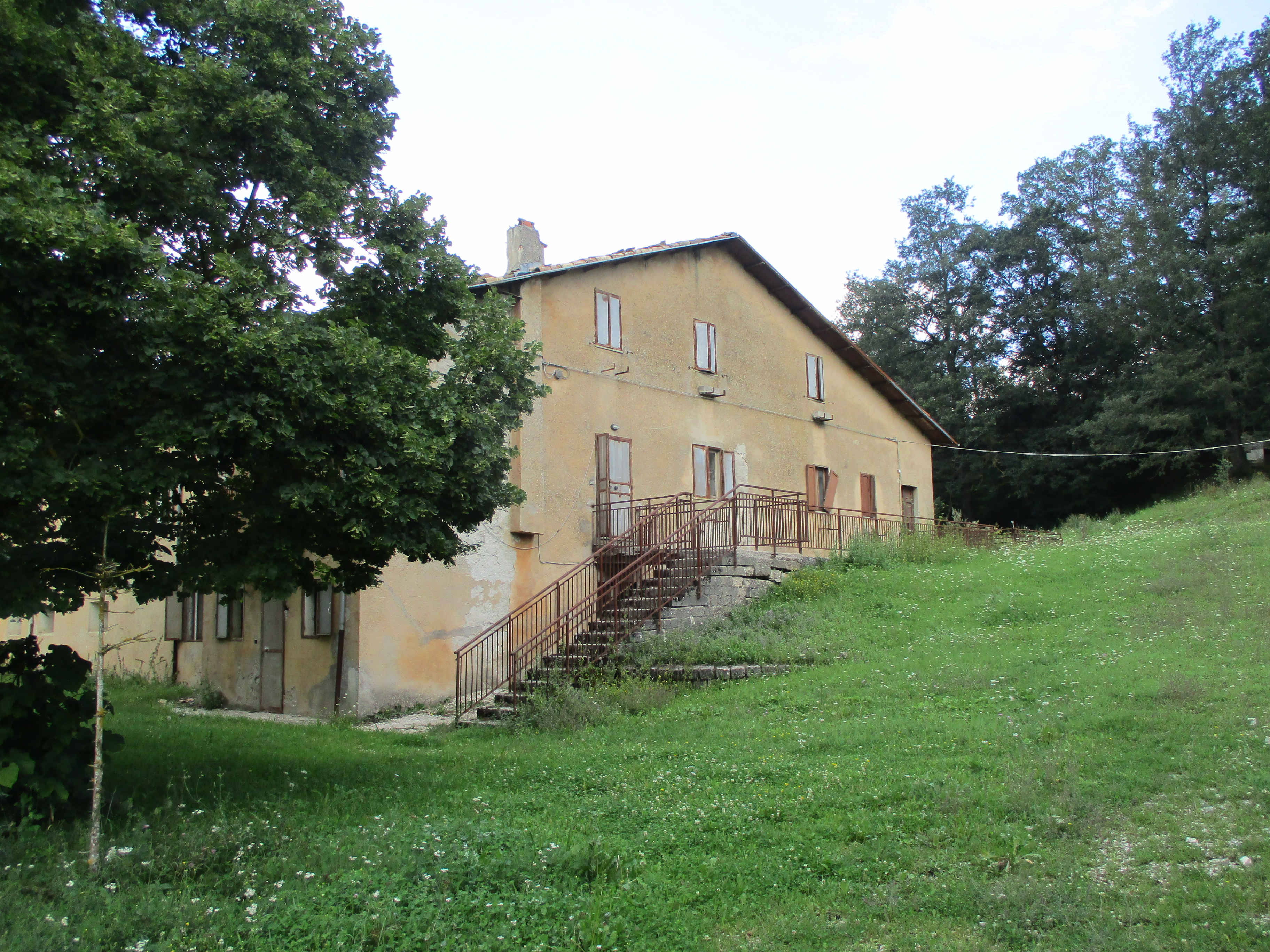
La cascina Mastroddi

A seguito del fallimentare assedio di Pietragalla, in Basilicata, la formazione brigantesca comandata dal tenente generale José Borjes e dal capo brigante Carmine Crocco dovette battere in ritirata a Bella, che fu conquistata e saccheggiata; anche da qui, però, furono scacciati dal sopraggiungere di 250 unità della guardia nazionale e costretti a riparare a Baragiano.
Continuamente incalzati dalle unità della guardia, i briganti dovettero poi scampare a Balvano; dopo tale sosta, i componenti della colonna si divisero per via di divergenze tattico/strategiche tra Borjes e Crocco, con quest'ultimo che rimaneva in Basilicata per continuare la sua campagna di brigantaggio e il primo che si dirigeva prima verso la Campania, in provincia di Salerno (nella quale si scontrò con un non meglio precisato reparto del regio esercito, subendo la perdita di undici uomini e lasciando nelle mani dei soldati del regio esercito alcuni incartamenti che permisero numerosi arresti e perquisizioni), e poi verso l'Abruzzo, seguendo un percorso erratico e difficilmente rintracciabile per cercare di raggiungere lo Stato Pontificio. Qui si trovavano Francesco II e il generale Tommaso Clary, che Borjes voleva informare del fallimento della spedizione.
All'inseguimento di Borjes, coadiuvato da una ventina dei suoi ultimi uomini, era il 1º Battaglione Bersaglieri al comando del maggiore Enrico Franchini, veterano della Prima e Seconda Guerra d'Indipendenza, nonché della Guerra di Crimea: dopo un lungo inseguimento, durante il quale il Borjes arrivò più volte vicino a far perdere le proprie tracce, Franchini riuscì a rintracciarlo nei pressi di Sante Marie, nella Marsica, grazie probabilmente alle informazioni fornite da alcuni contadini della zona.

## Lo scontro

### Il combattimento
Franchini, una volta localizzato il nascondiglio dei legittimisti, circondò la cascina verso le ore dieci del mattino con una trentina tra bersaglieri e guardie nazionali di Sante Marie, ma sulle prime credette che nessun brigante si nascondesse in zona: tuttavia, poco dopo, uno dei legittimisti tentò di fuggire di corsa dall'edificio, a una cinquantina di metri dallo schieramento e fu subito bloccato dal maggiore, che lo inseguì insieme ai suoi uomini e gli sbarrò la strada.
Dopo un breve scambio di colpi, il brigante venne colpito da una pallottola alla testa, mentre altri cinque suoi compagni furono uccisi in un corpo a corpo alla baionetta dai bersaglieri del maggiore; a quel punto, dalla cascina, partì un fitto fuoco di fucileria che ferì subito due bersaglieri e diede vita a un violento combattimento.
Dopo mezz'ora di scontro, il maggiore Franchini chiese a Borjes e ai suoi uomini di arrendersi, minacciando di incendiare la cascina in caso contrario; ottenuto un rifiuto e non volendosi impegnare in uno scontro che avrebbe potuto causargli delle perdite, Franchini ordinò che la cascina fosse incendiata sul serio e, grazie a questa mossa, riuscì a ottenere infine la resa della compagine.
I sopravvissuti vennero quindi catturati, insieme a un bottino di 23 carabine, 3 sciabole, 17 cavalli e 3 bandiere regie (secondo Franchini, probabilmente da utilizzare come falsi riconoscimenti), nonché una certa quantità di documenti giudicati interessanti dallo stesso maggiore.

### La fucilazione di Borjes
Dopo la battaglia, i lealisti furono tradotti a Tagliacozzo dal plotone del Franchini; una volta giunti a destinazione, ai lealisti fu concesso di confessarsi dal parroco prima che fosse eseguita la sentenza di morte tramite fucilazione.
Prima dell'esecuzione, Borjes esortò i suoi uomini ad affrontare la morte da forti, quindi si inginocchiò e fu fucilato mentre recitava delle litanie in spagnolo: secondo la versione di Giuseppe Cesare Abba, invece, pare che, non volendo accettare la fucilazione alla schiena, si fosse voltato infine verso il plotone d'esecuzione, venendo colpito al fianco. La versione della vicenda presentata da Abba, contestualizzata all'interno di una novella risorgimentale, differisce notevolmente dal rapporto ufficiale del Franchini al generale Alfonso La Marmora (che non racconta dettagli a proposito dell'esecuzione), quindi non è da considerare del tutto attendibile.

## Conseguenze
Per il successo dell'operazione, Franchini fu decorato con la Medaglia d'oro al valor militare con la seguente motivazione: «per le ottime disposizioni date e per l'insigne valore dimostrato durante tutta l'operazione che fruttò l'arresto del capo banda spagnolo Jose Borjes e di 22 suoi compagni.». Inoltre, dal Maggiore Franchini furono segnalati per un encomio il suo luogotenente Staderini e tutti i bersaglieri che parteciparono allo scontro.
Per la sbrigativa esecuzione dei legittimisti, l'operato dei bersaglieri fu criticato all'estero, in Francia e in Spagna; il generale La Marmora, sotto richiesta del principe di Scilla, ordinò in seguito che i corpi fossero disseppelliti e mandati a Roma per le esequie, ma pare che anche questa mossa abbia attirato critiche e proteste verso Torino e Napoli dalle municipalità e dai villaggi alla frontiera.
Addosso al Borjes, tra gli altri documenti, furono trovati il piano della spedizione, le istruzioni del generale Clary e soprattutto le prove di una congiura borbonica che mirava a far scoppiare una sommossa a Napoli, collegata a uno sciopero dei vetturini del 3 dicembre (bloccato rapidamente dalla guardia nazionale): tale scoperta permise al Regno d'Italia di smantellare una rete sovversiva di stampo legittimista con diramazioni a Parigi e Roma, portando a termine numerosi arresti, anche tra la nobiltà locale, e il sequestro di armi e munizioni.